# San Giorgio (Reggio Calabria)
Il quartiere San Giorgio Extra Moenia o San Giorgio Extra, comunemente denominato San Giorgio, insieme ai quartieri di Modena e San Sperato fa parte della VII circoscrizione del comune di Reggio Calabria. 
Il quartiere che costeggia l'argine sinistro del Calopinace, era costituito anticamente da immigrati dell'Area Grecanica della zona di Condofuri.
Forse da più di vent'anni ha chiuso l'industria dell'estrazione dell'essenza di Bergamotto.
All'interno del quartiere sorge la Chiesa di San Giorgio Martire. 

## Il toponimo
L'appositivo latino "Extra Moenia" equivale all'espressione "Oltre le mura" per distinguere la chiesa dedicata al SS.Cavaliere sorta in questa zona, al di là delle mura urbiche, dalla Chiesa di San Giorgio al Corso o Tempio della Vittoria situata nel centro della città.